# Comuna Verhosulka, Bilopillea
Verhosulka (în ucraineană Верхосулка) este o comună în raionul Bilopillea, regiunea Sumî, Ucraina, formată din satele Kurasove, Lohnea, Mașari, Mukiivka, Sulske, Valiivka și Verhosulka (reședința).

## Demografie
Componența lingvistică a comunei Verhosulka
     Ucraineană (98,47%)
     Rusă (1,44%)
     Alte limbi (0,09%)
Conform recensământului din 2001, majoritatea populației comunei Verhosulka era vorbitoare de ucraineană (98,47%), existând în minoritate și vorbitori de rusă (1,44%).